# Olympische Jugend-Winterspiele 2024/Freestyle-Skiing
Bei den Olympischen Jugend-Winterspielen 2024 in Gangwon fanden vom 23. bis zum 31. Januar 2024 insgesamt zwölf Wettbewerbe im Freestyle-Skiing statt. Austragungsorte waren das Hoengseong Welli Hilli Park Ski Resort sowie das Jeongseon Alpine Centre.

## Qualifikation
Jede Disziplin besaß einen eigenen Qualifikationsmodus. Auch waren je nach Disziplin unterschiedliche Jahrgänge teilnahmeberechtigt:
- Ski Cross: Geboren zwischen 1. Januar 2006 und 31. Dezember 2007
- Halfpipe und Dual Moguls: Geboren zwischen 1. Januar 2006 und 31. Dezember 2009
- Slopestyle und Big Air: Geboren zwischen 1. Januar 2006 und 31. Dezember 2009

Folgende Quotenplätze standen zur Verfügung:
| Geschlecht | Dual Moguls | Slopestyle/BigAir | Halfpipe | Ski Cross | Gesamt |
| ---------- | ----------- | ----------------- | -------- | --------- | ------ |
| Männer     | 20          | 22                | 16       | 28        | 86     |
| Frauen     | 20          | 22                | 16       | 28        | 86     |

Jedes Nationale Olympische Komitee (NOK) konnte pro Wettkampf zwei Athleten melden. Südkorea besaß als Gastgeberland ebenfalls zwei Quotenplätze pro Wettkampf.
Die Quotenplätze wurden anhand der Ergebnisse der Freestyle-Skiing-Juniorenweltmeisterschaften 2023 vergeben. Zuerst wurden Plätze an die Topplatzierten NOKS vergeben, wobei der Verteilungsschlüssel je nach Disziplin variierte. Die weiteren verbleibenden Quotenplätze wurden dann an die nächstbestplatzierten, noch nicht qualifizierten NOKs vergeben. Diese Vergabe erfolgte anhand der entsprechenden FIS-Junioren-Ranglisten.
Folgende Nationen hatten sich für die Wettkämpfe qualifiziert:
| NOK                 | Männer      | Männer   | Männer             | Männer    | Frauen      | Frauen   | Frauen             | Frauen    | Gesamt |
| NOK                 | Dual Moguls | Halfpipe | Slopestyle Big Air | Ski Cross | Dual Moguls | Halfpipe | Slopestyle Big Air | Ski Cross | Gesamt |
| ------------------- | ----------- | -------- | ------------------ | --------- | ----------- | -------- | ------------------ | --------- | ------ |
| Argentinien         | 0           | 0        | 1                  | 0         | 0           | 0        | 0                  | 0         | 1      |
| Australien          | 1           | 0        | 1                  | 2         | 1           | 0        | 2                  | 2 1       | 8      |
| Belgien             | 0           | 0        | 0                  | 1 0       | 0           | 0        | 0                  | 0         | 0      |
| Chile               | 0           | 0        | 1                  | 2         | 0           | 0        | 0                  | 2         | 5      |
| Deutschland         | 0           | 0        | 2 1                | 2         | 2           | 0        | 2 1                | 2         | 8      |
| Estland             | 0           | 0        | 0                  | 0         | 0           | 1        | 1                  | 0         | 2      |
| Finnland            | 1           | 0        | 2                  | 0         | 0           | 0        | 1                  | 0         | 4      |
| Frankreich          | 1           | 0        | 1                  | 2 0       | 1           | 0        | 2                  | 2 0       | 5      |
| Griechenland        | 0           | 0        | 0                  | 0         | 0           | 0        | 1                  | 0         | 1      |
| Großbritannien      | 2 0         | 0        | 0                  | 2         | 0           | 0        | 0                  | 1         | 3      |
| Irland              | 1           | 0        | 0                  | 0         | 2 0         | 0        | 0                  | 0         | 1      |
| Italien             | 0           | 0        | 0                  | 2         | 1           | 0        | 2 1                | 2 1       | 5      |
| Japan               | 1           | 2 1      | 1                  | 2         | 2           | 0        | 2 1                | 2         | 10     |
| Kanada              | 2           | 2        | 2                  | 2         | 2           | 0        | 2                  | 2         | 14     |
| Kasachstan          | 1           | 0        | 0                  | 0         | 1           | 0        | 0                  | 0         | 2      |
| Litauen             | 0           | 0        | 1                  | 0         | 0           | 0        | 1                  | 0         | 2      |
| Neuseeland          | 0           | 2        | 2                  | 1         | 0           | 2 0      | 2                  | 0         | 7      |
| Norwegen            | 0           | 0        | 2                  | 0         | 0           | 0        | 1 0                | 0         | 2      |
| Österreich          | 0           | 0        | 0                  | 2         | 0           | 0        | 0                  | 2         | 4      |
| Philippinen         | 0           | 0        | 0                  | 0         | 0           | 0        | 1                  | 0         | 1      |
| Schweden            | 2           | 0        | 0                  | 2         | 2           | 0        | 0                  | 2         | 8      |
| Schweiz             | 2           | 2        | 2                  | 2         | 0           | 1        | 0                  | 2         | 11     |
| Slowakei            | 0           | 0        | 0                  | 1         | 0           | 0        | 0                  | 1         | 2      |
| Slowenien           | 0           | 0        | 0                  | 1 0       | 0           | 0        | 0                  | 1 0       | 0      |
| Südafrika           | 0           | 0        | 0                  | 0         | 1 0         | 0        | 0                  | 0         | 0      |
| Südkorea            | 2           | 2        | 2                  | 2         | 2           | 2 1      | 2 0                | 2 0       | 11     |
| Spanien             | 2 1         | 0        | 0                  | 0         | 0           | 0        | 0                  | 0         | 1      |
| Thailand            | 0           | 0        | 0                  | 0         | 1           | 0        | 0                  | 0         | 1      |
| Tschechien          | 1           | 0        | 1                  | 2         | 1           | 0        | 0                  | 2         | 7      |
| Ungarn              | 0           | 0        | 0                  | 0         | 0           | 0        | 0                  | 2         | 3      |
| Ukraine             | 1           | 0        | 1 0                | 0         | 1           | 0        | 2                  | 0         | 4      |
| Vereinigte Staaten  | 2           | 2        | 2                  | 2         | 2           | 2        | 2                  | 2         | 16     |
| Volksrepublik China | 1           | 2        | 1 0                | 0         | 1           | 2        | 2                  | 0         | 8      |
| Gesamt: 32 NOKs     | 20          | 13       | 22                 | 28        | 20          | 7        | 22                 | 24        | 156    |

## Zeitplan
| Zeitplan Ski Freestyle | Zeitplan Ski Freestyle | Zeitplan Ski Freestyle | Zeitplan Ski Freestyle | Zeitplan Ski Freestyle | Zeitplan Ski Freestyle | Zeitplan Ski Freestyle | Zeitplan Ski Freestyle | Zeitplan Ski Freestyle | Zeitplan Ski Freestyle |
| Wettbewerbe            | Januar                 | Januar                 | Januar                 | Januar                 | Januar                 | Januar                 | Januar                 | Januar                 | Januar                 |
| Wettbewerbe            | 23.                    | 24.                    | 25.                    | 26.                    | 27.                    | 28.                    | 29.                    | 30.                    | 31.                    |
| ---------------------- | ---------------------- | ---------------------- | ---------------------- | ---------------------- | ---------------------- | ---------------------- | ---------------------- | ---------------------- | ---------------------- |
| Männer                 |                        |                        |                        |                        |                        |                        |                        |                        |                        |
| Dual Moguls            |                        |                        |                        |                        |                        |                        |                        |                        |                        |
| Slopestyle             |                        |                        |                        |                        |                        |                        |                        |                        |                        |
| Halfpipe               |                        |                        |                        |                        |                        |                        |                        |                        |                        |
| Big Air                |                        |                        |                        |                        |                        |                        |                        |                        |                        |
| Ski Cross              |                        |                        |                        |                        |                        |                        |                        |                        |                        |
| Frauen                 |                        |                        |                        |                        |                        |                        |                        |                        |                        |
| Dual Moguls            |                        |                        |                        |                        |                        |                        |                        |                        |                        |
| Slopestyle             |                        |                        |                        |                        |                        |                        |                        |                        |                        |
| Halfpipe               |                        |                        |                        |                        |                        |                        |                        |                        |                        |
| Big Air                |                        |                        |                        |                        |                        |                        |                        |                        |                        |
| Ski Cross              |                        |                        |                        |                        |                        |                        |                        |                        |                        |
| Mixed                  |                        |                        |                        |                        |                        |                        |                        |                        |                        |
| Dual Moguls Team       |                        |                        |                        |                        |                        |                        |                        |                        |                        |
| Ski Cross Team         |                        |                        |                        |                        |                        |                        |                        |                        |                        |
| Entscheidungen         | 2                      | 2                      | 1                      | 1                      | 2                      | 2                      | 0                      | 0                      | 2                      |

|  | Medaillenentscheidung |

## Bilanz

### Medaillenspiegel
| Platz  | Land                | Gold | Silber | Bronze | Gesamt |
| ------ | ------------------- | ---- | ------ | ------ | ------ |
| 1      | Vereinigte Staaten  | 3    | 3      | 3      | 9      |
| 2      | Schweden            | 2    | –      | 1      | 3      |
| 3      | Italien             | 2    | –      | –      | 2      |
| 3      | Volksrepublik China | 1    | 2      | –      | 3      |
| 4      | Neuseeland          | 1    | 1      | 1      | 3      |
| 5      | Südkorea            | 1    | 1      | –      | 2      |
| 6      | Deutschland         | 1    | –      | 2      | 3      |
| 7      | Kanada              | 1    | –      | –      | 1      |
| 8      | Japan               | –    | 2      | 1      | 3      |
| 9      | Australien          | –    | 2      | –      | 2      |
| 10     | Österreich          | –    | 1      | –      | 1      |
| 11     | Schweiz             | –    | –      | 3      | 3      |
| 12     | Finnland            | –    | –      | 1      | 1      |
| Gesamt | Gesamt              | 12   | 12     | 12     | 36     |

### Medaillengewinner
| Disziplin        | Gold                                           | Silber                                         | Bronze                                     |
| ---------------- | ---------------------------------------------- | ---------------------------------------------- | ------------------------------------------ |
| Männer           |                                                |                                                |                                            |
| Dual Moguls      | Lee Yoon Seung (KOR)                           | Porter Huff (USA)                              | Takuto Nakamura (JPN)                      |
| Slopestyle       | Henry Townshend (USA)                          | Olly Nicholls (JPN)                            | Jaako Koskinen (FIN)                       |
| Halfpipe         | Luke Harrold (NZL)                             | Finley Melville Ives (NZL)                     | Alan Bornet (SUI)                          |
| Big Air          | Charlie Beatty (CAN)                           | Olly Nicholls (JPN)                            | Luke Harrold (NZL)                         |
| Skicross         | Niklas Höller (GER)                            | Janik Sommerer (AUT)                           | Måns Abersten (SWE)                        |
| Frauen           |                                                |                                                |                                            |
| Dual Moguls      | Elizabeth Lemley (USA)                         | Lottie Lodge (AUS)                             | Abby McLarnon (USA)                        |
| Slopestyle       | Flora Tabanelli (ITA)                          | Han Linshan (CHN)                              | Muriel Mohr (GER)                          |
| Halfpipe         | Liu Yishan (CHN)                               | Chen Zihan (CHN)                               | Kathryn Gray (USA)                         |
| Big Air          | Flora Tabanelli (ITA)                          | Daisy Thomas (AUS)                             | Muriel Mohr (GER)                          |
| Skicross         | Uma Kruse Een (SWE)                            | Morgan Shute (USA)                             | Leena Thommen (SUI)                        |
| Mixed            |                                                |                                                |                                            |
| Dual Moguls Team | Vereinigte StaatenPorter Huff Elizabeth Lemley | SüdkoreaYun Shin-ee Lee Yoon Seung             | Vereinigte StaatenAbby McLarnon Jiah Cohen |
| Skicross Team    | SchwedenWilliam Young Shing Alexandra Nilsson  | Vereinigte StaatenWalker Robinson Morgan Shute | SchweizLorenzo Rosset Valentine Lagger     |

## Ergebnisse

### Männer

#### Dual Moguls
| Platz          | Land | Athlet          | Punkte |
| -------------- | ---- | --------------- | ------ |
| Finale         |      |                 |        |
| 1              | KOR  | Lee Yoon-seung  | 18     |
| 2              | USA  | Porter Huff     | 17     |
| kleines Finale |      |                 |        |
| 3              | JPN  | Takuto Nakamura | 19     |
| 4              | USA  | Jia Cohen       | 16     |
| Gruppenphase   |      |                 |        |
| 16             | SUI  | Tazio Buzzi     | 8      |
| 20             | SUI  | Joel Gianella   | 5      |

Datum: 27. Januar 2024

#### Slopestyle
| Platz | Land | Athlet                     | Punkte |
| ----- | ---- | -------------------------- | ------ |
| 1     | USA  | Henry Townshend            | 90,25  |
| 2     | JPN  | Olly Nicholls              | 85,75  |
| 3     | FIN  | Jaako Koskinen             | 83,75  |
| 4     | SUI  | Viktor Alexander Maksyagin | 76,25  |
| 5     | CZE  | Petr Müller                | 67,75  |
| 6     | NZL  | Luke Harrold               | 65,25  |
| 7     | SUI  | Lars Rüchti                | 63,00  |
| 8     | CAN  | Matthew Lepine             | 62,25  |
| 9     | SUI  | Alois Panchaud             | 61,75  |
| 10    | CAN  | Charlie Beatty             | 37,75  |

Datum: 25. Januar 2024

#### Halfpipe
| Platz | Land | Athlet               | Punkte |
| ----- | ---- | -------------------- | ------ |
| 1     | NZL  | Luke Harrold         | 94,25  |
| 2     | NZL  | Finley Melville Ives | 92,50  |
| 3     | SUI  | Alan Bornet          | 85,00  |
| 4     | CHN  | Su Shuaibing         | 82,00  |
| 5     | USA  | Hunter Maytin        | 75,25  |
| 6     | USA  | Ben Fethke           | 72,50  |
| 7     | NZL  | Liam Richards        | 70,25  |
| 8     | CHN  | Li Hongzu            | 65,25  |
| 9     | JPN  | Kashu Sato           | 55,00  |
| 10    | KOR  | Moon Hee-sung        | 43,25  |

Datum: 31. Januar 2024

#### Big Air
| Platz | Land | Athlet             | Punkte |
| ----- | ---- | ------------------ | ------ |
| 1     | CAN  | Charlie Beatty     | 177,75 |
| 2     | JPN  | Olly Nicholls      | 174,50 |
| 3     | NZL  | Luke Harrold       | 172,25 |
| 4     | FIN  | Aimo Mandelin      | 166,50 |
| 5     | AUS  | Joey Elliss        | 134,00 |
| 6     | NOR  | Theodor Skarpnord  | 127,50 |
| 7     | GER  | Hannes Baumhöfener | 120,25 |
| 8     | FIN  | Jaako Koskinen     | 107,00 |
| 9     | SUI  | Alois Panchaud     | 97,50  |
| 10    | CZE  | Petr Müller        | 85,00  |

Qualifikation: 27. Januar 2024
Finale: 28. Januar 2024

#### Ski Cross
| Platz          | Land | Athlet             |
| -------------- | ---- | ------------------ |
| Finale         |      |                    |
| 1              | GER  | Niklas Höller      |
| 2              | AUT  | Janik Sommerer     |
| 3              | SWE  | Måns Abersten      |
| 4              | USA  | Walker Robinson    |
| kleines Finale |      |                    |
| 5              | SWE  | Wiliam Young Shing |
| 6              | AUS  | Duncan Cowan       |
| 7              | GBR  | Jake Dade          |
| 8              | JPN  | Jinchiro Ishinaka  |

Datum: 23. Januar 2024

### Frauen

#### Dual Moguls
| Platz          | Land | Athletin           | Punkte |
| -------------- | ---- | ------------------ | ------ |
| Finale         |      |                    |        |
| 1              | USA  | Elizabeth Lemley   | 22     |
| 2              | AUS  | Lottie Lodge       | 13     |
| kleines Finale |      |                    |        |
| 3              | USA  | Abby McLarnon      | 19     |
| 4              | ITA  | Manuela Passaretta | 16     |
| Gruppenphase   |      |                    |        |
| 9              | GER  | Laura Eckle        | 10     |
| 17             | GER  | Katharina Michl    | 8      |

Datum: 27. Januar 2024

#### Slopestyle
| Platz | Land | Athletin           | Punkte |
| ----- | ---- | ------------------ | ------ |
| 1     | ITA  | Flora Tabanelli    | 90,50  |
| 2     | CHN  | Han Linshan        | 81,50  |
| 3     | GER  | Muriel Mohr        | 78,75  |
| 4     | CHN  | Xiao Siyu          | 68,50  |
| 5     | AUS  | Daisy Thomas       | 67,25  |
| 6     | USA  | Kathryn Gray       | 63,75  |
| 7     | CAN  | Ella Garrod        | 56,50  |
| 8     | USA  | Eleanor Andrews    | 53,50  |
| 9     | NZL  | Madeleine Disbrowe | 43,50  |
|       | NZL  | Mischa Thomas      | DNS    |

Datum: 24. Januar 2024

#### Halfpipe
| Platz | Land | Athletin           | Punkte |
| ----- | ---- | ------------------ | ------ |
| 1     | CHN  | Liu Yishan         | 92,25  |
| 2     | CHN  | Chen Zihan         | 83,75  |
| 3     | USA  | Kathryn Gray       | 79,25  |
| 4     | USA  | Piper Arnold       | 60,75  |
| 5     | EST  | Grete-Mia Meentalo | 55,50  |
| 6     | KOR  | Lee So-young       | 20,25  |

Datum: 31. Januar 2024

#### Big Air
| Platz | Land | Athletin          | Punkte |
| ----- | ---- | ----------------- | ------ |
| 1     | ITA  | Flora Tabanelli   | 180,00 |
| 2     | AUS  | Daisy Thomas      | 172,75 |
| 3     | GER  | Muriel Mohr       | 166,00 |
| 4     | CHN  | Xiao Siyu         | 159,75 |
| 5     | USA  | Eleanor Andrews   | 134,25 |
| 6     | CHN  | Han Linshan       | 133,25 |
| 7     | USA  | Kathryn Gray      | 133,00 |
| 8     | UKR  | Marija Anijtschyn | 114,75 |
| 9     | UKR  | Natalija Kasjuk   | 89,75  |
| 10    | JPN  | Kiho Sugawara     | 87,00  |

Qualifikation: 27. Januar 2024
Finale: 28. Januar 2024

#### Ski Cross
| Platz          | Land | Athletin          |
| -------------- | ---- | ----------------- |
| Finale         |      |                   |
| 1              | SWE  | Uma Kruse Een     |
| 2              | USA  | Morgan Shute      |
| 3              | SUI  | Leena Thommen     |
| 4              | SUI  | Valentine Lagger  |
| kleines Finale |      |                   |
| 5              | SWE  | Alexandra Nilsson |
| 6              | GBR  | Axel Rose Green   |
| 7              | CAN  | Kael Oberlander   |
| 8              | CZE  | Nela Apolínová    |

Datum: 23. Januar 2024

### Mixed

#### Dual Moguls Team
| Platz          | Land | Athleten                                 | Punkte |
| -------------- | ---- | ---------------------------------------- | ------ |
| Finale         |      |                                          |        |
| 1              | USA  | Elizabeth Lemley Porter Huff             | 43     |
| 2              | KOR  | Yun Shin-Ee Lee Yoon Seung               | 27     |
| kleines Finale |      |                                          |        |
| 3              | USA  | Abby McLarnon Jiah Cohen                 | 44     |
| 4              | JPN  | Hikaru Sakai Takuto Nakamura Rin Taguchi | 26     |

Datum: 26. Januar 2024

#### Ski Cross Team
| Platz          | Land | Athleten                              |
| -------------- | ---- | ------------------------------------- |
| Finale         |      |                                       |
| 1              | SWE  | William Young Shing Alexandra Nilsson |
| 2              | USA  | Walker Robinson Morgan Shute          |
| 3              | SUI  | Lorenzo Rosset Valentine Lagger       |
| DNF            | GER  | Niklas Höller Romy Bovelet            |
| kleines Finale |      |                                       |
| 5              | SUI  | Lucas Looze Leena Thommen             |
| 6              | GBR  | Jake Dade Axel Roose Green            |
| 7              | USA  | Aiden England Maggie Swain            |

Datum: 24. Januar 2024